# Caproni Ca.20
Le Caproni Ca.20 était un avion de chasse monoplan développé en 1914 par le concepteur italien Giovanni Battista Caproni. Il était dérivé du Caproni Ca.18, un modèle d'observation qui avait été conçu à partir de 1913. Le Ca.20 utilisait un moteur plus puissant, le Le Rhône 9 cylindres, et était équipé d'une mitrailleuse Lewis, montée au-dessus du pilote et placée juste au-dessus du disque de l'hélice. Ce design original offrait des performances améliorées grâce à des caractéristiques aérodynamiques avancées, telles qu'un capot moteur arrondi et un refroidissement optimisé pour l'engin. Bien que prometteur, l'avion fut rejeté par le gouvernement italien, qui privilégia des modèles destinés au bombardement. Seul un prototype fut construit, et après avoir été entreposé dans une grange pendant 85 ans, il fut vendu en 1999 au Museum of Flight de Seattle. Ce prototype, remarquablement bien conservé grâce à un climat sec, est exposé au musée avec quasiment toutes ses pièces d'origine, à l'exception des pneus, rongés par des rats. Aujourd'hui, le Caproni Ca.20 reste un témoin unique de l'ingénierie aéronautique de la Première Guerre mondiale, bien qu'il n'ait jamais été utilisé en combat.

## Historique
- 1913 : Le développement du Caproni Ca.20 commence à partir du modèle de monoplan d'observation Ca.18.
- 1914 : Le premier vol du Caproni Ca.20, qui utilise un moteur plus puissant, le Le Rhône 9 cylindres.
- 1914 : Le Ca.20 est conçu comme un avion de chasse, avec une mitrailleuse Lewis installée au-dessus du pilote.
- 1914 : La conception du Ca.20 est rejetée par le gouvernement italien au profit des avions bombardiers.
- 1999 : Le prototype du Caproni Ca.20 est vendu au Museum of Flight à Seattle, où il est conservé.
- 2023 : Le prototype est exposé au Museum of Flight à Seattle, avec tous ses composants d'origine, à l'exception des pneus endommagés par des rongeurs[4].

## Caractéristiques
- Équipage : 1
- Longueur : 8,24 m
- Envergure : 7,80 m
- Hauteur : 2,85 m
- Surface alaire : 13,0 m²
- Poids à vide : 350 kg
- Poids total : 500 kg
- Moteur : 1 moteur Le Rhône 9 cylindres
- Puissance du moteur : 82 kW (110 ch)
- Vitesse maximale : 165 km/h (103 mph)